# Võhma (Haljala)

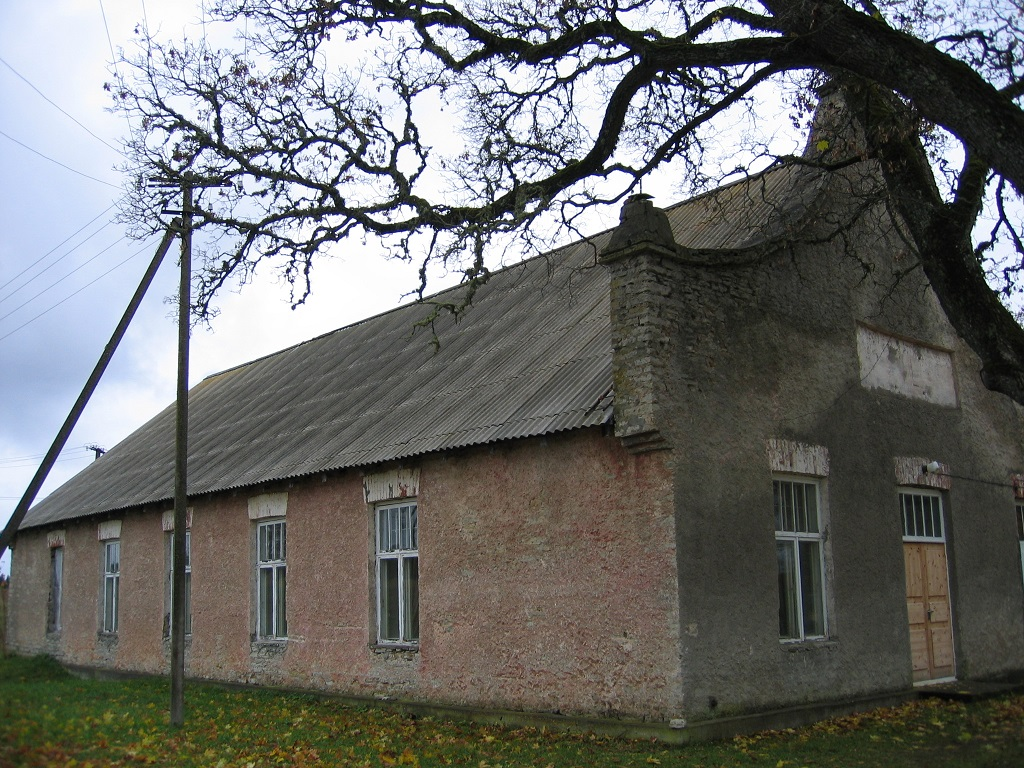
Het dorpshuis anno 2004. Het gebouw, dat uit 1910 dateert, is inmiddels (2013) gerestaureerd

Võhma (Duits: Wöchma) is een plaats in de Estlandse gemeente Haljala, provincie Lääne-Virumaa. De plaats heeft 35 inwoners (2021) en heeft de status van dorp (Estisch: küla).
Võhma maakte tot in 2017 deel uit van de gemeente Vihula. In dat jaar fuseerde Vihula met de gemeente Haljala.